# Geekbench
Geekbench és una utilitat multiplataforma patentada i freemium per comparar la unitat de processament central (CPU) i la unitat de processament gràfic (GPU) d'ordinadors, ordinadors portàtils, tauletes i telèfons.

## Història
Geekbench va començar com un punt de referència per a Mac OS X i Windows, i ara és un punt de referència multiplataforma que admet macOS, Windows, Linux, Android i iOS.
A la versió 4, Geekbench va començar a mesurar el rendiment de la GPU en àrees com el processament d'imatges i la visió per ordinador.
A la versió 5, Geekbench va deixar de suportar x86-32.
A la versió 6, la versió actual, Geekbench inclou punts de referència de CPU i GPU Compute.

## Ús
Utilitza un sistema de puntuació que separa el rendiment d'un sol nucli i de diversos nuclis, i càrregues de treball dissenyades per simular escenaris del món real. El punt de referència del programari està disponible per a macOS, Windows, Linux, Android i iOS. Els usuaris gratuïts han de penjar els resultats de les proves en línia per executar el benchmark.
El 2013, la utilitat de les partitures de versions anteriors de Geekbench (fins a la versió 3) va ser fortament discutida per Linus Torvalds en un fòrum en línia. Les preocupacions de Linus que Geekbench combinés punts de referència diferents en una única puntuació es van abordar a Geekbench 4 dividint nombres enters, coma flotant i cripto en subpuntuació. Linus va considerar aquests canvis com a millores en una revisió informal.